# Minakshi

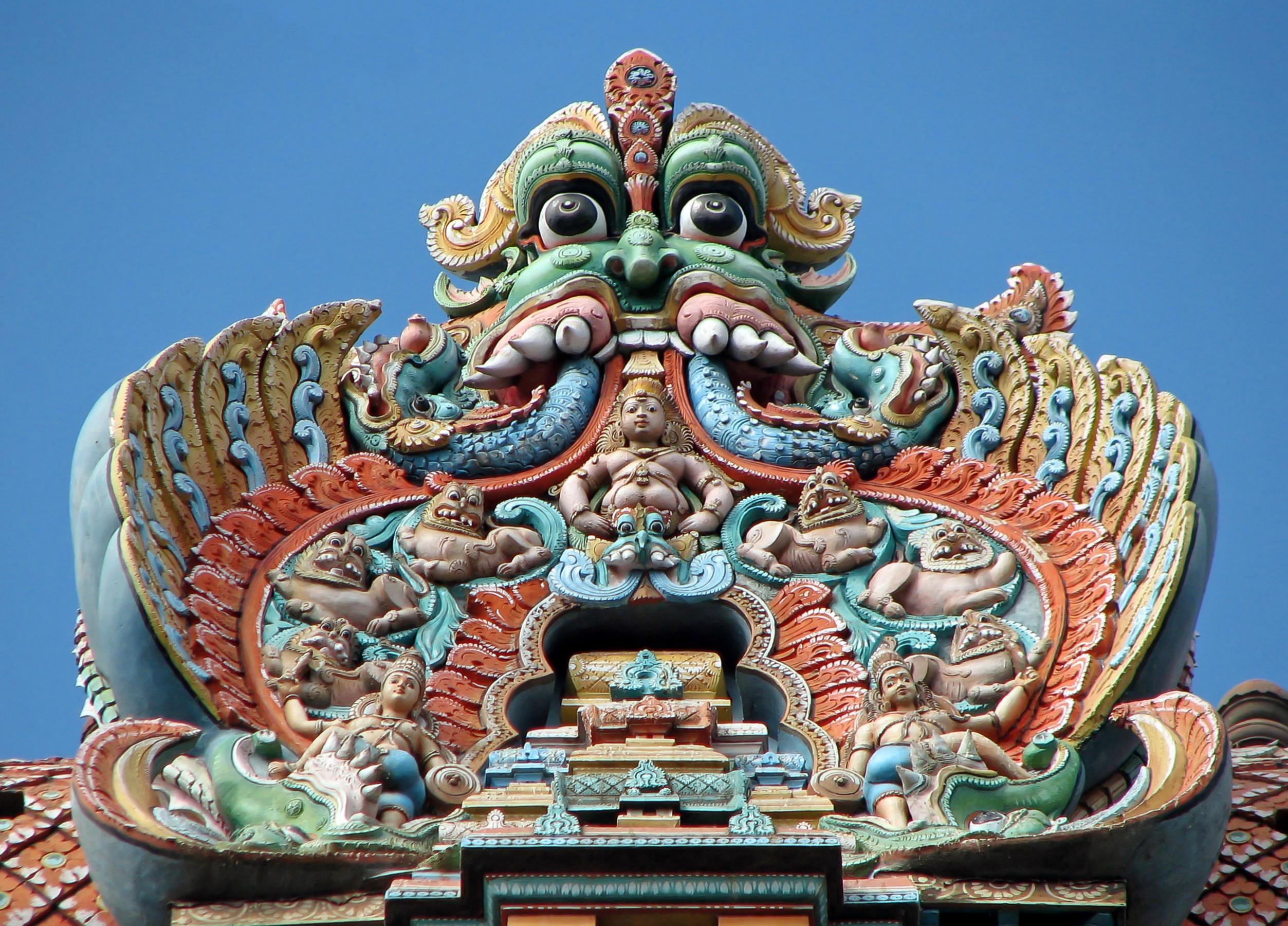
Minakshi (Minakshitempel in Madurai, India

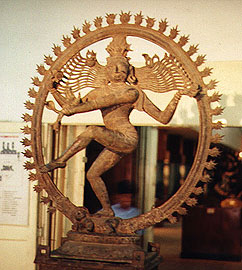
Shiva danst de Tandava voor Minakshi.

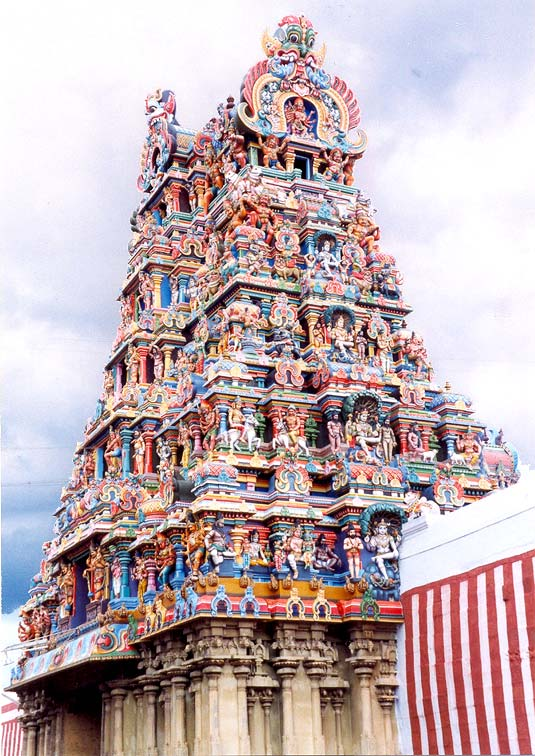
Gopuram van de Minakshitempel in Madurai, India

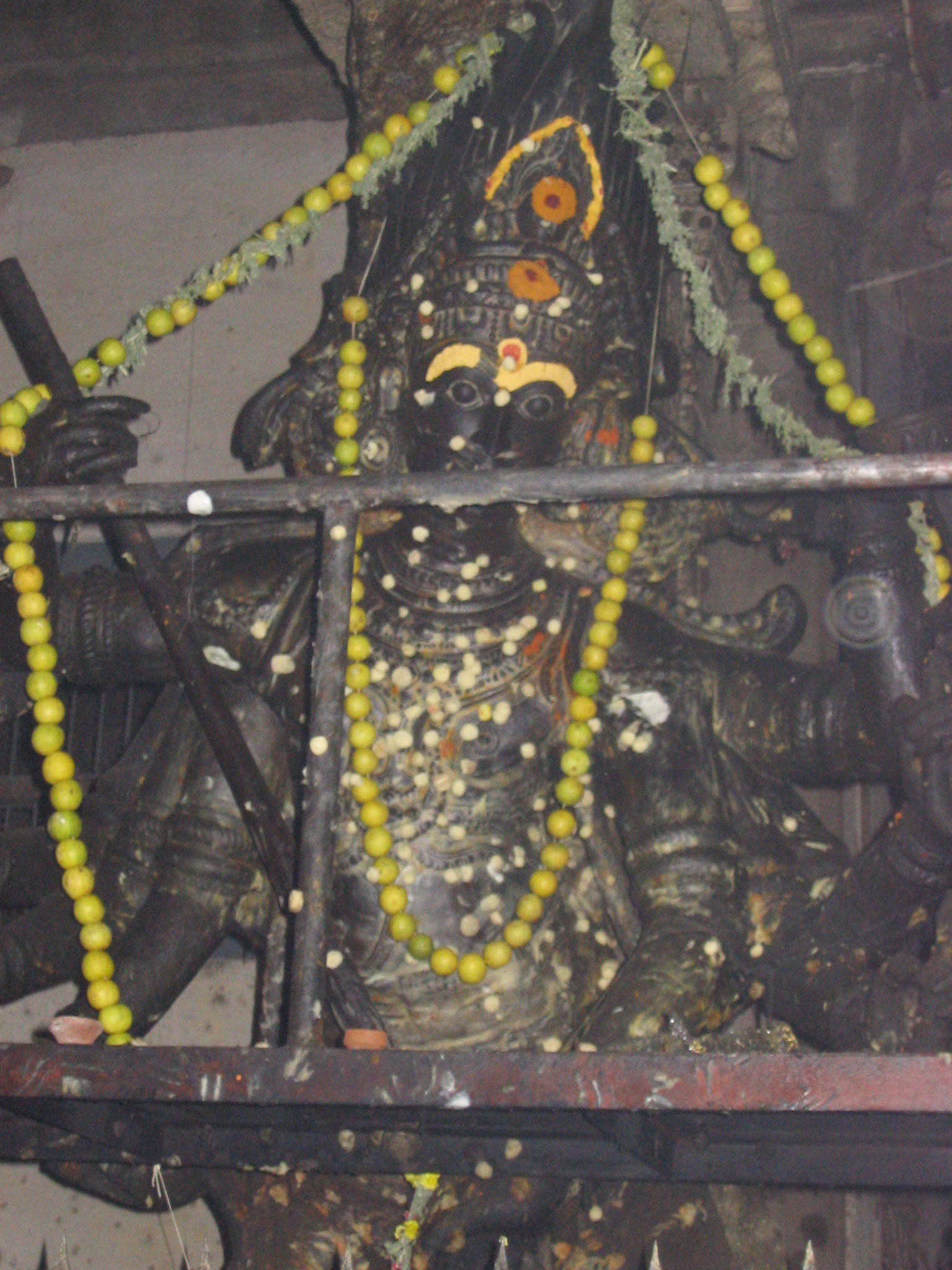
Minakshi

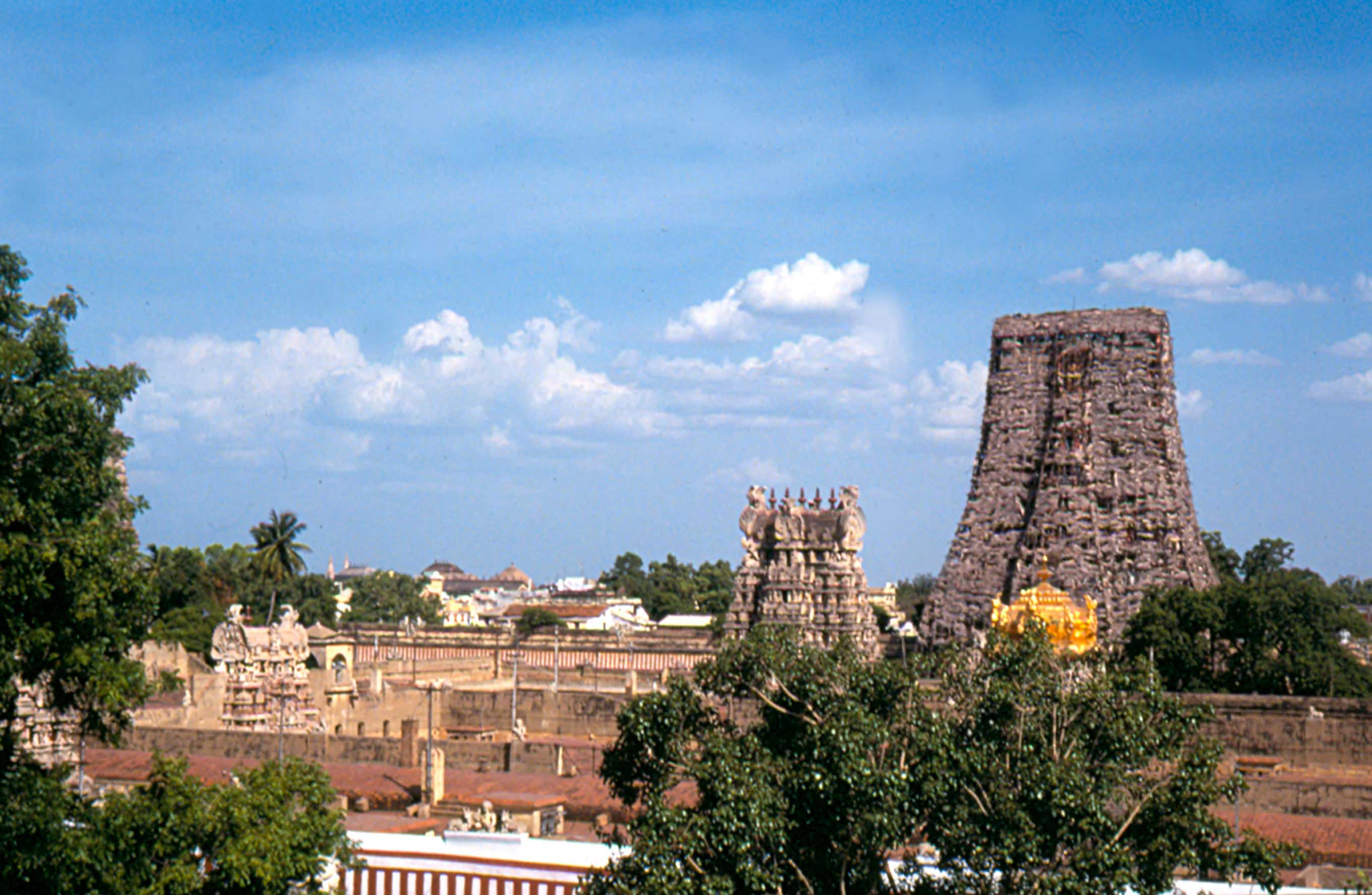
De Minakshitempel

Minakshi (of Meenakshi in het Engels) is in de Indiase mythologie een prinses godin en gemalin van Shiva en zuster van Vishnoe. Zij is tevens de stadsgodin van Madurai in zuidelijk India, waar de Minakshitempel aan haar is gewijd en waar jaarlijks haar huwelijk wordt herdacht in een groots festival.
De betekenis van de naam is een samenstelling van meen (vis) en akshi (oog).
Volgens de legende is zij geboren met visogen, een vissengeur en een derde borst. Die kenmerken verdwenen toen zij haar toekomstige echtgenoot ontmoette.
Zij werd een goede krijgsvrouw en heerste toen in navolging van haar vader. Zij veroverde 'de hele wereld' tot op de dag dat ze bij Shiva in de Himalayas terechtkwam en er door timiditeit en geheel vrouwelijke gereserveerdheid werd bevangen. Deze mythe reflecteert heel goed de wil van de brahmanistische orthodoxie ter onderwerping van het dravidische zuiden van India, met het statuut van gelijkheid van mannen en vrouwen als een belangrijk aspect.

## De legende van Minakshi
Lang geleden doodde Indra de demon Vritra, ook al deed die demon niemand kwaad. Maar met deze daad laadde Indra wel een vloek op zich, waardoor hij gedwongen werd te gaan ronddwalen tot hij van deze zonde zou verlost zijn. Na veel omzwervingen werd Indra uit zijn lijden bevrijd door de macht van een Shiva lingam in het woud en daarvoor bouwde hij een kleine tempel op die plaats.
In die tijd heerste in zuidelijk India een Pandya koning met de naam Malayadhwaja Pandyan over een stad genaamd Manavur dicht bij deze Shiva lingam. Het was de zoon van Kulashekara Pandyan. Het bestaan van de Shiva lingam kwam hem ter ore en hij besloot in Kadambavanam (vanam betekent woud) een grote tempel voor Shiva te bouwen. De regio vormde hij om tot een verfijnde prinselijke staat met de naam Madurai.
Deze koning was kinderloos, maar zocht een opvolger voor zijn koninkrijk. Shiva kwam zijn bede tegemoet met een Ayonija kind (een niet uit de baarmoeder geboren kind). Het kind was drie jaar oud en in feite de incarnatie van de godin Parvati, de vrouw van Shiva. Zij werd geboren met drie borsten en visogen. Er werd gezegd dat de extra borst zou verdwijnen wanneer ze haar toekomstige echtgenoot zou ontmoeten. Zij werd Minakshi genoemd (de visogige).
Minakshi groeide uit tot een Shiva-Shakti personificatie. Na het overlijden van de koning heerste zij met een passend bewind over het koninkrijk.
Op een van haar expedities ging ze naar de Himalayas en ontmoette er Shiva, waarna haar derde borst verdween. Veel goden en godinnen woonden het huwelijk bij.
Bij de bruiloftsviering weigerden de goden echter het opgediende voedsel te gebruiken tenzij Shiva een majestueuze dans zou uitvoeren voor elk van de aanwezigen. Daarop voerde Shiva de Chidambaram, de kosmische dans uit voor zijn bruid Minakshi. Het beeldde alle levenskracht en schoonheid uit en versmolt die tot een geheel. Aan het einde ervan versmolt Minakshi met de Shiva lingam en werd zij de representatie van leven en schoonheid.

## Metaforische voorstelling
De legende omschrijft het oerbegrip van schoonheid en groei en het levens- en scheppingsproces in mythologische metaforen.

## Literaire referenties
Een Tamil gedicht voert de godin op als een meisje dat aardewerk en potten afwast (die al de werelden voorstellen). Het is haar dagelijks werk, want haar echtgenoot Shiva gooit regelmatig het universum door elkaar, zodat Minakshi het dan weer allemaal moet opruimen en schoonmaken.
Shiva dwaalt rond in de ruimtelijke tuinen

en vernielt uw werk alsmaar weer opnieuw

en dan komt hij voor u dansen.

U wordt nooit boos.

Iedere dag neemt ge weer de vaat ter hand.
In dertig woorden wordt Minakshi een wereldidool voor allen die met 'onmogelijke' kinderen (of echtgenoten) te maken hebben. Thema's en bezigheden omtrent de vroege kindertijd doorkruisen de gedichten. God wordt vereerd in het kleine kind en het wordt beschermd te midden van het speelgoed in de keuken en in de tuin.
Het overwinnen van Maya (illusie) is slechts het zich realiseren van het echte. Dat kan de Heer voor ons bewerken. Dit is het doel van alle schriften. Deze realisatie is de vestiging van het symbool (Lingasthapanam) van het licht van het Zelf. Heer Rama deed dit aan de oever van de Indische oceaan net voor hij die overstak naar Lanka. Heer Shiva deed als Sundaresvara een vergelijkbare pratissthapanam (overwinning op de Maya) op zijn huwelijk met de godin Minakshi. Doorheen de drie werelden bekroont de vestiging van de spahtika-lingam als unieke uitdrukking van het ware in het hart de overwinning op de mysterieuze prakrti.

## Minakshi Devi
Zij droeg ook de naam Minakshi Devi. Als eerbetoon wordt de volledige titel Śrī Minakshî Devî Amman gebruikt. ("De gezegende visogige Moedergodin")
Zoals bij de vissen zijn de ogen van Minakshi altijd open. Zij onderzoekt daarmee de ziel van haar toegewijde. In fabels brengen haar ogen het leven bij de ongeborenen.